# Zakrzepowe zapalenie zatoki esowatej
Zakrzepowe zapalenie zatoki esowatej (ZZZE), (łac. thrombophlebitis sinus sigmoidei) - jedno z usznopochodnych powikłań wewnątrzczaszkowych. Obecnie w erze antybiotyków występuje rzadko. 

## Etiopatogeneza
ZZZE występuje najczęściej jako powikłanie przewlekłego zapalenia ucha środkowego z perlakiem oraz rzadziej jako powikłanie ostrego zapalenia ucha środkowego, któremu towarzyszy zapalenie wyrostka sutkowatego i/lub zapalenie piramidy kości skroniowej. 
Anatomia zatoki esowatej "sprzyja" przechodzeniu procesu zapalnego z ucha środkowego. Leżąc w kości skroniowej  w całym swoim przebiegu jest ona otoczona komórkami powietrznymi wyrostka sutkowatego.
Do zajęcia procesem zapalnym zatoki esowatej może dochodzić dwiema drogami:
- przez ciągłość - proces zapalny rozprzestrzenia się w przypadku przewlekłego zapalenia ucha za pośrednictwem zakażonej kości (osteitis) lub zapalenia kości i szpiku wyrostka sutkowatego (osteomyelitis). W przypadku ostrego zapalenia ucha środkowego wytworzony ropień wyrostka może niszczyć cienką blaszkę kostną oddzielającą zakażone komórki powietrzne wyrostka od ściany zatoki esowatej.
- drogą naczyń żylnych. Drobne naczynia żylne wyrostka sutkowatego ulegają zakażeniu i zakrzepicy, która następnie przenosi się na zatokę esowatą.

Początkowo dochodzi do wytworzenia ropnia okołozatokowego (ropień Citelli'ego) (łac. abscessus perisinusalis), który rozprzestrzenia się następnie na ścianę zatoki, która de facto jest blaszką opony twardej. Zajęcie ściany zatoki oraz zwolnienie przepływu krwi sprzyja wytworzeniu skrzepliny, która początkowo jest jałową skrzepliną przyścienną. Ten okres ZZZE jest bezobjawowy. Po kilku dniach skrzeplina może całkowicie zamknąć światło zatoki i ulega zakażeniu.  Skrzeplina następnie szerzy się w górę w kierunku zatoki poprzecznej i spływu zatok lub w dół w kierunku żyły szyjnej wewnętrznej. Zakażona skrzeplina w zatoce jest źródłem wysiewu bakterii do krwiobiegu będąc przyczyną posocznicy usznopochodnej (łac. sepsis otogenes). Czasami skrzeplina może także ulegać zropieniu. Bakteriemia i ropnica jest przyczyną tworzenia wtórnych ropni usznopochodnych w narządach wewnętrznych. Zropiały zakrzep w zatoce esowatej może także przebić się do wyrostka sutkowatego lub przez żyłę wypustową sutkową ku tyłowi do mięśni karku.

## Objawy
Na początku choroby w trakcie tworzenia skrzepliny, gdy nie jest ona jeszcze zakażona objawy nie są charakterystyczne:
- złe samopoczucie
- stany podgorączkowe
- bóle głowy

Następnie po zakażeniu skrzepliny i w trakcie bakteriemii nagle rozpoczynają się objawy pod postacią:
- nagły wzrost temperatury ciała. Gorączka w trakcie ZZZE ma charakter falowy − występują duże wahania od 36°C zwykle rano do 41°C w godzinach wieczornych.
- gwałtowne, strząsające dreszcze − podobnie jak zmienna temperatura występują cyklicznie, świadcząc o bakteriemii.
- przyspieszenie tętna i oddechu
- ból chorego ucha
- objawy świadczące o podwyższeniu ciśnienia śródczaszkowego, występujące w przypadku rozszerzania się skrzepliny przyściennej w kierunku innych zatok żylnych:
  - bóle głowy
  - nudności i wymioty
  - objawy oponowe
  - drgawki − szczególnie u dzieci
  - obrzęk tarczy nerwu wzrokowego − zwykle w zaawansowanym stadium choroby

W badaniu ORL stwierdza się:
- otoskopowo:
  - obfity, tętniący, ropny wyciek z ucha
  - objaw Griesingera − występujący niestale
- wyrostek sutkowaty jest bolesny na ucisk, a przy palpacji jego granice są zatarte
- na szyi podczas badania palpacyjnego stwierdza się bolesność i stwardnienie wzdłuż przedniego brzegu m. m-o-s. Jest on spowodowany szerzeniem się w dół skrzepliny i rozwojem zakrzepicy w żyle szyjnej wewnętrznej. Objaw ten występuje u 10-20% chorych.[1]
  - objaw Vossa
- powiększenie węzłów chłonnych (zwykle podżuchwowych i przedusznych) − niestale
- ograniczenie ruchów głowy

## Diagnostyka
Chory z ZZZE jest zwykle w ciężkim stanie wymagającym natychmiastowego podjęcia leczenia operacyjnego i wdrożenia leczenia farmakologicznego. Jednak niezbędne jest wykonanie kilku badań:
- posiew krwi - jako diagnostyka bakteriemii i potencjalnie mogącej się rozwijać posocznicy usznopochodnej
- wymaz z ucha pobierany podczas otoskopii
- TK kości skroniowej (o wysokiej rozdzielczości TK HR), celem oceny zmian miejscowych
- TK ewentualnie MRI mózgoczaszki celem diagnostyki innych towarzyszących powikłań wewnątrzczaszkowych

## Leczenie
Wymaga bezwzględnej hospitalizacji i leczenia na oddziale otolaryngologicznym. Leczenie zabiegowe polega na:
- operacja doszczętna ucha (radykalna) - w przypadku przewlekłego zapalenia ucha środkowego
- antromastoidektomia - w przypadku ostrego zapalenia ucha środkowego

Podczas obu tych zabiegów wykonuje się także nakłucie zatoki esowatej - nakłucie cienką igła i aspiracja strzykawką.  W przypadku stwierdzenia zakrzepicy ścianę zatoki odsłania się szeroko ku górze i ku dołowi na całym jej przebiegu znosząc przedtem kość wyrostka sutkowatego. Następnie ewakuuje się zakażoną skrzeplinę ze światła zatoki, a otwartą zatokę tamponuje się setonem usznym. 
Niekiedy podczas "operacji usznej" wykonuje się:
- podwiązanie żyły szyjnej wewnętrznej - wykonywane w przypadku bakteriemii i dużego prawdopodobieństwa rozsiewu i wytworzenia ropni usznopochodnych w narządach odległych. Według niektórych otolaryngologów oprócz klasycznego podwiązania żyły szyjnej wewnętrznej, następnie trzeba ją jeszcze przeciąć aby nie dopuścić do rozprzestrzenianie się zakażenia wzdłuż przydanki żyły. Zwykle podczas stwierdzenia skrzepliny w zatoce esowatej kończy się pierwszy etap operacji i przechodzi do podwiązania żyły szyjnej wewnętrznej na szyi. Po jej podwiązaniu powraca się do operacji na wyrostku sutkowatym.

Leczenie farmakologiczne polega na:
- podawaniu dużych dawek antybiotyków drogą dożylną (zwykle kilku):
  - cefalosporyny III generacji: preparaty ceftazydymu lub cefotaksymu
  - metronidazol
- leki przeciwobrzękowe mannitol

Chory wymaga także konsultacji lekarzy innych specjalności:
- konsultacja neurologiczna
- konsultacja internistyczna/ew. pediatryczna
- konsultacja neurochirurgiczna

## Rokowanie
Zawsze jest poważne. Śmiertelność w przypadku ZZZE dochodzić może do 20%.

## Powikłania
ZZZE w przypadku zbyt późnego wdrożenia leczenia może grozić ciężkimi powikłaniami, którymi mogą być:
- usznopochodny ropień mózgu, zwykle płata skroniowego
- usznopochodny ropień móżdżku
- usznopochodne ropnie innych narządów wewnętrznych:
  - ropień płuca
  - ropień wątroby
- posocznica usznopochodna
- SIRS

## Piśmiennictwo
- J. Iwaszkiewicz Zarys otolaryngologii PZWL. Warszawa 1967